# Dori (miasto)
Dori – miasto w północno-wschodniej Burkinie Faso, stolica regionu Sahel i prowincji Séno. Miasto jest ważnym ośrodkiem handlowym Tuaregów i Fulan. W XIX wieku mieściła się tu stolica fulańskiego emiratu Liptako. Prawdopodobnie pierwszym Europejczykiem, który tu dotarł, był w 1853 roku niemiecki badacz Afryki Heinrich Barth.